# シボレー・オニキス
オニキス (ONIX)は、GMが製造、シボレーブランドで販売している自動車である。

## 初代 (2012-年)
2012年10月、サンパウロモーターショーにて発表された。

## 2代目 (2019-年)
2019年4月、上海モーターショーにて2代目モデルが発表された。